# U-Boot Tipo UE II
Gli U-Boot Tipo UE II erano una classe di sommergibili posamine costieri costruiti dall'Impero tedesco durante la prima guerra mondiale.

## Caratteristiche
Gli U-Boot tipo UE II trasportavano 14 siluri ed erano armati con un cannone di coperta da 150 millimetri. Hanno portato un equipaggio di 40 marinai e aveva un'autonomia di circa 9400 miglia. Ne sono stati costruiti 9 tra il 1917 e il 1918.

## Storia
Gli U-Boot tipo UE II si unirono al conflitto a metà del 1917, in un momento in cui il corso della guerra stava girando contro la Germania. Nei mesi precedenti, la Marina degli Stati Uniti è stata aggiunta alla schiera dei loro nemici; e il sistema dei convogli fu introdotto, e ciò rendeva difficile attaccare il naviglio mercantile nemico senza essere notato da torpediniere. Poiché questi sono entrati in servizio alla fine della guerra, la classe UE II affondarono solo 24 navi e ne hanno danneggiate altre 3 prima della fine delle ostilità. L'SM U-117 era di gran lunga quello con il maggior successo, affondando 21 navi sul totale di 24. L'UE II è erano l'ultima delle classi UE costruite dalla Kaiserliche Marine (la marina imperiale tedesca); l'ultima della classe, U-126, è stata commissionata il 3 ottobre 1918, poco più di un mese prima dell'armistizio di Compiègne.

## Lista degli U-Boot Tipo UE II
Furono 9 i sommergibili Tipo UE II commissionati dalla Kaiserliche Marine:
- SM U-117
- SM U-118
- SM U-119
- SM U-120
- SM U-122
- SM U-123
- SM U-124
- SM U-125
- SM U-126

## Navi affondate o danneggiate
| Data              | Nome                 | Stazza | Nazionalitá | U-boot |
| ----------------- | -------------------- | ------ | ----------- | ------ |
| 10 agosto 1918    | Aleda May            | 31     | Americana   | U-117  |
| 10 agosto 1918    | Cruiser              | 28     | Americana   | U-117  |
| 10 agosto 1918    | Earl & Nettie        | 24     | Americana   | U-117  |
| 10 agosto 1918    | Katie L. Palmer      | 31     | Americana   | U-117  |
| 10 agosto 1918    | Mary E. Sennett      | 26     | Americana   | U-117  |
| 10 agosto 1918    | On Time              | 18     | Americana   | U-117  |
| 10 agosto 1918    | Progress             | 34     | Americana   | U-117  |
| 10 agosto 1918    | Reliance             | 19     | Americana   | U-117  |
| 10 agosto 1918    | William H. Starbuck  | 53     | Americana   | U-117  |
| 12 agosto 1918    | Sommerstad           | 3.875  | Norvegese   | U-117  |
| 13 agosto 1918    | Frederic R. Kellogg* | 7.127  | Americana   | U-117  |
| 14 agosto 1918    | Dorothy B. Barrett   | 2.088  | Americana   | U-117  |
| 15 agosto 1918    | Madrugada            | 1.613  | Americana   | U-117  |
| 16 agosto 1918    | Mirlo                | 6.978  | Britannica  | U-117  |
| 17 agosto 1918    | Nordhav              | 2.846  | Norvegese   | U-117  |
| 24 agosto 1918    | Bianca*              | 408    | Britannica  | U-117  |
| 26 agosto 1918    | Rush                 | 162    | Americana   | U-117  |
| 27 agosto 1918    | Bergsdalen           | 2.555  | Norvegese   | U-117  |
| 30 agosto 1918    | Elsie Porter         | 136    | Britannica  | U-117  |
| 30 agosto 1918    | Potentate            | 136    | Britannica  | U-117  |
| 16 settembre 1918 | Wellington           | 5.600  | Britannica  | U-118  |
| 29 settembre 1918 | Minnesota*           | 18.000 | Americana   | U-117  |
| 4 ottobre 1918    | San Saba             | 2.458  | Americana   | U-117  |
| 2 ottobre 1918    | Arca                 | 4.938  | Britannica  | U-118  |
| 18 ottobre 1918   | Njordur              | 278    | Islandese   | U-122  |
| 27 ottobre 1918   | Chaparra             | 1.510  | Cubana      | U-117  |
| 9 novembre 1918   | Saetia               | 2.873  | Americana   | U-117  |

* Nave solamente danneggiata